# Spinefarm Records
Spinefarm Records es un sello discográfico ubicado en la ciudad de Helsinki, Finlandia que se centra principalmente en el heavy metal. En 1999 un subsello titulado Spikefarm Records fue creado por Sami Tenetz de Thy Serpent. Desde 2002, Spinefarm forma parte de Universal Music Group, pero funciona como una empresa independiente..

## Bandas

### Spinefarm
- Agonizer
- Airbourne
- Amaranthe
- Amorphis
- Babylon Whores
- Barathrum
- Beto Vázquez Infinity
- Brother Firetribe
- Bullet for My Valentine
- The Black League
- Ceremonial Oath
- Charon
- Cynicon
- Dark Tranquillity
- Darkwoods My Betrothed
- Dayseeker
- Deathlike Silence
- Dreamtale
- Drivenwithin
- Ensiferum
- Eternal Tears of Sorrow
- For My Pain
- Fúnebre
- Hevein
- Impaled Nazarene
- Jettblack
- Kiuas
- The Kovenant
- Lullacry
- Machinae Supremacy
- Naildown
- Nightwish
- Norther
- Nonpoint
- Refused
- Rotten Sound
- Satyricon
- Sentenced
- Sethian
- Sinergy
- Santa Cruz
- Sonata Arctica
- Saint Asonia
- Sleep Token
- Sororicide
- Swallow the Sun
- Tarja Turunen
- Tarot
- Throne of Chaos
- Thy Serpent
- To/Die/For
- Twilightning
- Ville Valo
- Virtuocity
- Warmen
- Within Temptation

### Spikefarm
- Ajattara
- Amoral
- Beherit
- Code
- Demigod
- Draugnim
- Entwine
- Finntroll
- Kalmah
- Lie in Ruins
- Moonsorrow
- Noumena
- Ram-Zet
- Rapture
- Reverend Bizarre
- Saattue
- Shape of Despair
- Silentium
- Sólstafir
- To Separate the Flesh from the Bones

### Disco Ranka
- Aavikko
- Giant Robot
- Martti Servo & Napander
- Timo Rautiainen & Trio Niskalaukaus
- Turmion Kätilöt
- Viikate

### Ranch
- The Black League
- The Flaming Sideburns
- Peer Günt